# Marquesado de San Joaquín y Pastor
El marquesado de San Joaquín y Pastor es un título nobiliario español, creado por el rey Carlos III de España en fecha desconocida de 1772 a favor de José de Contreras y Ulloa, con la denominación de marquesado de Contreras.
El título fue cedido por el primer titular con el beneplácito del rey Carlos IV de España en fecha desconocida de 1796 a favor del segundo titular Félix Pastor y Durán, adoptando su denominación actual en fecha desconocida de 1797.

## Denominación
Su denominación originaria hace referencia al primer apellido del primer titular. Su denominación actual hace referencia a San Joaquín y al primer apellido del segundo titular.

## Marqueses de Contreras/San Joaquín y Pastor
|                                   | Titular                                     | Periodo                 |
| Creación por Carlos III           | Creación por Carlos III                     | Creación por Carlos III |
| Marqueses de Contreras            | Marqueses de Contreras                      | Marqueses de Contreras  |
| --------------------------------- | ------------------------------------------- | ----------------------- |
| I                                 | José de Contreras y Ulloa                   | 1772-1796               |
| II                                | Félix Pastor y Durán                        | 1796-1797               |
| Marqueses de San Joaquín y Pastor |                                             |                         |
| Denominación de Carlos IV         |                                             |                         |
| II                                | Félix Pastor y Durán                        | 1797-                   |
| III                               | María Ángela Pastor y Marco                 |                         |
| IV                                | Félix Tamarit y Pastor                      | -1853                   |
| V                                 | José María Tamarit y Pastor                 | 1853-1871               |
| VI                                | Juan Bautista Tamarit y Vives               | 1871-1899               |
| VII                               | Filomena Tamarit e Ibarra                   | 1899-1921               |
| VIII                              | Fernando de Vallés y Gil-Dolz del Castellar | 1921-1926               |
| IX                                | Federico de Vallés y Gil-Dolz del Castellar | 1926-1939               |
| X                                 | María Federica de Vallés y Huesca           | ¿?-                     |

## Historia de los marqueses de Contreras/San Joaquín y Pastor
- José de Contreras y Ulloa, I marqués de Contreras.

Le sucedió por cedencia en 1796:
- Félix Pastor y Durán, II marqués de Contreras y luego II marqués de San Joaquín y Pastor.

Le sucedió su hija:
- María Ángela Pastor y Marco, III marquesa de San Joaquín y Pastor.

Le sucedió su hijo:
- Félix Tamarit y Pastor (m. 1853), IV marqués de San Joaquín y Pastor.

Le sucedió su hermano:
- José María Tamarit y Pastor (m. 1871), V marqués de San Joaquín y Pastor.

Se casó con Josefa Vives y Azpiroz. Abuelos maternos del II marqués de Fregenal. Le sucedió su hijo:
- Juan Bautista Tamarit y Vives (m. 1899), VI marqués de San Joaquín y Pastor.

Se casó con Teresa Ibarra y Esteller. Le sucedió su hija:
- Filomena Tamarit e Ibarra (Valencia, 22 de enero de 1845-Valencia, 18 de mayo de 1921), VII marquesa de San Joaquín y Pastor.

Se casó en 1884 con Enrique Villarroya Llorens (Valencia, 30 de marzo de 1843-Valencia, 9 de marzo de 1899), político de la Comunidad Valenciana, sin descendencia. Le sucedió:
- Fernando de Vallés y Gil-Dolz del Castellar (m. 1926), VIII marqués de San Joaquín y Pastor.

Le sucedió su hermano:
- Federico de Vallés y Gil-Dolz del Castellar (m. 1939), IX marqués de San Joaquín y Pastor.

Le sucedió su hija:
- María Federica de Vallés y Huesca, X marquesa de San Joaquín y Pastor.